# Rémi Panossian
Rémi Panossian (* 7. března 1983) je francouzský jazzový klavírista.
Narodil se ve městě Montpellier na jihu Francie a na klavír začal hrát v roce 1990; brzy se začal pod vlivem Michela Petruccianiho zajímat o jazz. Roku 1998 nastoupil do studií v rodném městě, kde se věnoval harmonii, improvizaci a historii jazzové hudby. Později studoval v Toulouse a následně se stal profesionálním hudebníkem.
Nejprve vydal dvě alba v duu s kontrabasistou Julienem Duthuem a později začal nahrávat v triu.  Ve své hudbě vedle jazzu kombinuje prvky z hip hopu, rocku i elektronické hudby.